# Лача
Ла́ча (Ла́че) — озеро в Каргопольском районе на юго-западе Архангельской области. Самое большое озеро и главный пресноводный промысловый водоём Архангельской области (добывается до 30 % улова озёрной рыбы в области, в основном лещ). Объём воды — 0,54 км3, по другим сведениям 0,549 км3 (макс.) и 0,441 км3 (при уровне уреза воды, соответствующем среднемноголетнему уровню 117,7 м). Площадь поверхности — 334 км2, по другим сведениям 345 км2. Высота над уровнем моря — 117 м, по другим сведениям средний многолетний уровень уреза воды за 1951—1973 годы составляет 117,7 м. Вытянуто с севера на юг на 33 км, средняя ширина 10 км, максимальная ширина 14 км.

## Топонимика
Название имеет финно-угорское происхождение. Так, лаччу по-карельски означает «низкий, низменный; мелкий, неглубокий; отлогий», что и характеризует это мелководное озеро, окаймлённое со всех сторон болотами.

## Географические сведения
Озеро вытянуто в меридиональном направлении, длина 33 км, ширина до 14 км, площадь зеркала от 345 до 356 км². Расположено на высоте 117,7 м над уровнем моря, средняя глубина 1,3 м, максимальная — 5 м. Северная часть более мелководна, чем южная; наибольшие глубины расположены вдоль всего восточного берега и также вдоль западного в южной части. Озеро судоходно. До середины 1990-х годов по озеру проходила пассажирская линия Каргополь—Горка протяжённостью 103 км. Дно торфянистое, берега неизрезанные, заболоченные. Озеро возникло на месте приледниковых водоёмов в пределах юго-восточного склона Балтийского щита. Основной источник питания озера — талые снеговые воды (60—70 %), дождевые воды (20—30 %), а также подземные воды (10—20 %). Общая заболоченность бассейна озера составляет 15 %, залесенность 76 %. В среднем в течение года реки приносят в озеро 3,61 км3 воды, из этого объёма на весну приходится около половины, на лето — 16 %, на осень — 21 %, на зиму — 12 %. Осадки добавляют к поверхностному притоку 0,27 км3 (7,2 % от общего поступления воды в озеро). Средний годовой сток из озера равен 3,72 км3, среднее годовое испарение воды 0,14 км3 (5,6 % общего расхода). В течение периода наблюдений годовой сток менялся от 2,175 км3 (1973) до 5,595 км3 (1966). Максимальный мгновенный расход воды из озера (868 м3/с) был отмечен во время пика половодья весной 1916 года.
Береговая линия плавно очерчена, за исключением юго-западной части.
Озеро принимает 9 притоков длиной более 10 км:
- Кинема (длина 50 км, средний сток 4,7 м3/с, площадь бассейна 470 км2);
- Ковжа (108 км, 11,2 м3/с, 1080 км2);
- Лёкшма (73 км, 11,2 м3/с, 1070 км2);
- Петеньга (79 км, 5,10 м3/с, 501 км2);
- Свидь (64 км, 60,0 м3/с, 6850 км2) — основной приток, 56 % водосбора;
- Тихманьга (84 км, 7,97 м3/с, 770 км2);
- Ухта (84 км, 9,12 м3/с, 876 км2);
- Корма (13 км, 0,25 м3/с, 32 км2);
- Шоршма (18 км, 0,45 м3/с, 43,6 км2).

В озеро впадает также ряд более коротких притоков: Ольга, Ольженица и др.
Из северной оконечности вытекает река Онега, на которой, в 5 км от истока, стоит город Каргополь. Средний многолетний годовой сток реки вблизи истока 120 м3/с.

## Исторические сведения
На озере Лача находится могильник Песчаница 1 мезолитической культуры Веретье. У высокорослого песчаницкого человека (PES001), жившего ок. 10 тыс. л. н., определена архаическая Y-хромосомная гаплогруппа R1a5-YP1301 (под R1a1b~-YP1272) и митохондриальная гаплогруппа U4a1. На правом берегу озера Лаче находится стоянка Ольский Мыс неолитической каргопольской культуры и эпохи железного века.
Озеро впервые упомянуто в «Молении Даниила Заточника» — памятнике древнерусской литературы XIII века.

## Климатические сведения
Озеро находится в зоне избыточного увлажнения, где количество осадков превышает величину испарения с водной поверхности. Среднегодовое количество осадков составляет 711 мм, максимум осадков в августе (77 мм), минимум в феврале (41 мм). Средняя годовая амплитуда осадков (разность между максимальной и минимальной средней месячной суммой) на озере Лача составляет от 34 до 40 мм. Озеро мелководное, для него характерно ветровое перемешивание и большое количество донных отложений отмершей водной растительности. Донный ил накапливает тепло в течение летнего периода и отдаёт его зимой. Разница температур воды между поверхностными и придонными слоями в марте составляет 1,5—2 °C. Лёд на озере встаёт в конце октября, продолжительность ледоставного периода 150—180 дней. К концу марта толщина ледового покрова составляет 60—80 сантиметров (плюс 15—30 см снега). Уровень воды к весне опускается и лёд до 30 % поверхности ложится на грунт. В первой половине мая озеро очищается ото льда, талые воды увеличивают уровень воды до 15 см в сутки. В апреле-мае озеро наиболее полноводно, в среднем на 1,3 метра выше мартовского минимума, его площадь увеличивается в 1,3 раза. Отмечаются и более высокие подъёмы во время половодья; так, в мае 1966 года вода поднялась на 210 см от среднего многолетнего уровня. В летний период происходит быстрый нагрев воды и прогревание донных илистых отложений. Среднемесячная температура воды в мае 7,9 °C, в июне 15,4 °C, в июле 18,2 °C, в августе 16,4 °C, в сентябре 10,1 °C, в октябре 3,7 °C.
Преобладающее направление ветра над озером — южные и юго-западные, в период с мая по август несколько возрастает повторяемость северных и северо-восточных ветров. В среднем 17 дней в году среднесуточная скорость ветра выше 15 м/с; 75 % дней скорость ветра ниже 5 м/с. Среднегодовая скорость ветра 3,9 м/с.

## Зарастание озера
Озеро сильно зарастает высшими водными растениями. Около 48 % поверхности озера покрыто макрофитами — растениями сравнительно больших размеров, образующих экологическую группировку. Всего в озере обитает 53 вида растений, основную массу составляют погружённые макрофиты — рдест пронзеннолистный, уруть колосистая и уруть очерёдноцветковая — их группировки составляют 86 % зарастающей территории. Берега окаймляют воздушно-водные растения, такие как тростник обыкновенный (11 % зарослей) и камыш озёрный (1,6 %).
Фитопланктон озера представлен 290 видами водорослей, в числе которых преобладают диатомовые водоросли, сине-зелёные и зелёные водоросли.

## Ихтиофауна
В озере обитает множество видов рыбы: лещ, окунь, щука, густера, синец, плотва, налим, язь, ёрш и другие. В результате акклиматизации судака в озере Воже, произошло его расселение и на озеро Лача. Теперь эта рыба попадает в уловы промысловиков и обычных рыбаков.

## Лачский заказник
В 1971 году южная часть акватории озера вошла в Лачский государственный природный биологический заказник регионального значения, созданный с целью сохранения, воспроизводства и восстановления численности водоплавающей дичи, среды её обитания и поддержания общего экологического баланса. В 1993 году границы заказника были изменены и в настоящий момент на его территории находится юго-западная часть озера, от устья реки Тихманьга до устья реки Свидь.
В перечень охраняемых объектов, кроме части озера Лача, входит ключевая орнитологическая точка и зона покоя и отдыха для перелетной, пернатой и водоплавающей птицы. Заказник богат животными (лось, бобр, бурый медведь, волк, заяц-русак) и птицами (лебедь-кликун, множество видов уток, глухарь, тетерев, рябчик, сова). В заказнике обнаружено 405 видов сосудистых растений, 50 видов лишайников и 38 видов мхов. Также здесь отмечено пребывание 161 вида наземных позвоночных животных, в том числе 25 видов млекопитающих, 132 видов птиц, 1 вида пресмыкающихся и 3 видов земноводных.

## Лачские говоры
Вокруг озера Лача распространены лачские говоры — диалектная единица севернорусского наречия, относящаяся к группе межзональных говоров. 